# 과거는 낯선 나라다 (책)
《과거는 낯선 나라다》(The Past is a Foreign Country)는 데이비드 로웬덜이 1985년에 'Cambridge University Press'에서 펴낸 책이다.(ISBN 0521294800) 제목은 영국 작가 레슬리 폴 하틀리의 대표작 《사랑의 메신저》의 첫 문장에서 따온 것이다. 대한민국에서는 김종원의 번역으로 개마고원에서 출판되었다.(ISBN 9788957690444)

## 책의 내용
대부분의 사람들이 과거를 현재와 유사하다는 가정 아래 바라보는 편견에 사로잡혀 있음을 지적하면서, 과거를 현재와 다른 방식으로 존재하는 '낯선 나라'로 보아야 한다는 주장을 담고 있다. 1부 〈Wanting the past〉, 2부 〈Knowing the past〉, 3부 〈Changing the past〉로 구성되어 있다.